# リガ・フェーデ病
リガ・フェーデ病（リガ・フェーデびょう）とは、慢性刺激口腔潰瘍の一つで、下顎切歯部の尖った切縁で舌小帯や舌尖部が外傷を受け、種々の大きさの潰瘍を生じたものと舌下部の肉芽腫、線維腫が下顎切縁で擦傷を受けて潰瘍を生じたものなどがある。
治癒方法としては、原因歯の鋭利な切縁研磨や除去などである。